# 髪鬼

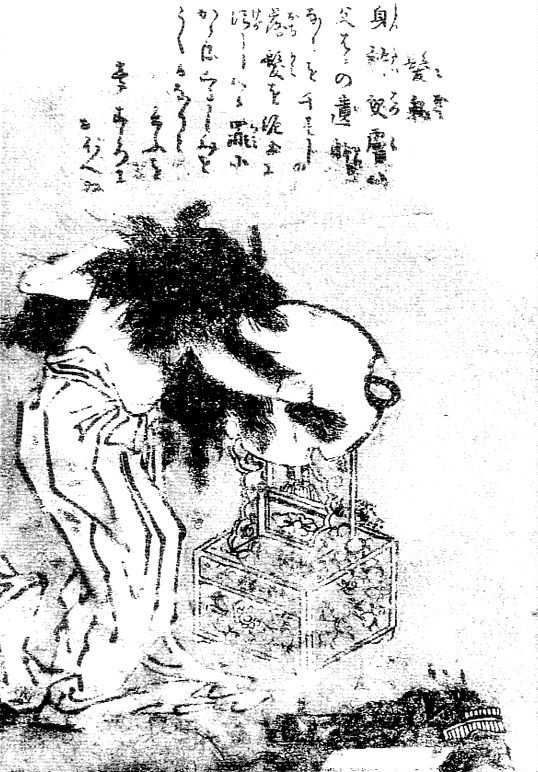
鳥山石燕『百器徒然袋』より「髪鬼」

髪鬼（かみおに）または鬼髪（きはつ）とは、鳥山石燕の妖怪画集『百器徒然袋』にある日本の妖怪の一つで、頭髪の妖怪。
人間の女性の怨みの念や嫉妬心が自分の頭髪にこもって妖怪と化したものとされる。髪がどんどん長く伸び、その名前が示すようにあたかも鬼の角のように逆立つ。長く伸びた髪をいくら切り落とそうとも、どんどんと際限なく伸び続けてしまうという。
古より人間の頭髪には不思議な力があるといわれており、その伝承を元に石燕が創作した妖怪とされる。